# Bernard Fox

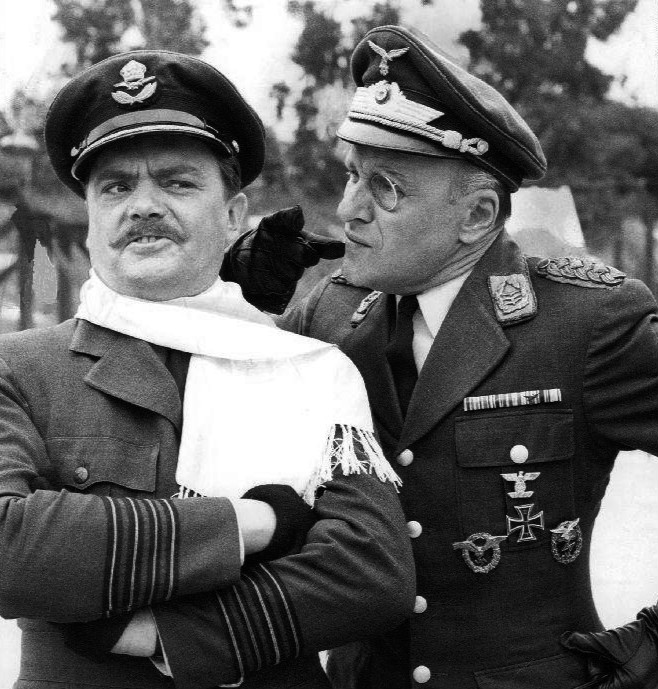
Bernard Fox (stânga) şi Werner Klemperer în 1968

Bernard Fox (n. 11 mai 1927, Port Talbot⁠(d), Țara Galilor, Regatul Unit – d. 14 decembrie 2016, Van Nuys⁠(d), California, SUA) a fost un actor englez de film și TV.